# Fun Boy Three
Fun Boy Three foi uma banda de new wave britânica, formada no início dos anos 80 por Terry Hall, Lynval Golding e Neville Staple, ex-integrantes da banda de ska two tone The Specials.

## História
O grupo não durou mais que dois anos, mas ficaram muito populares, principalmente com o lançamento do álbum Waiting, de 1983, que continha o maior sucesso do grupo, "Our Lips Are Sealed", escrito por Terry Hall e Jane Wiedlin da The Go-Go's.
Em 1982 foram responsáveis por lançar a carreira do Bananarama. Elas gravaram os vocais do refrão da música "It Ain't What You Do (It's the Way That You Do It)", e o Fun Boy Three mais tarde cantou na música do Bananarama "Really Saying Something".
Fizeram uma turnê pelos Estados Unidos e logo após, no auge da popularidade, Terry desfez o grupo para partir para outros projetos.

## Discografia

### Álbuns
- Fun Boy Three (LP, 1982, Chrysalis)
- Waiting (LP, 1983, Chrisalys)

### Singles
- "The Lunatics (Have Taken Over the Asylum)" (1981)
- "It Ain't What You Do...." (The Fun Boy Three com Bananarama, 1982)
- "Really Saying Something" (Bananarama com Fun Boy Three, 1982)
- "The Telephone Always Rings" (1982)
- "Summertime" (1982)
- "The More I See (The Less I Believe)" (1982)
- "Tunnel of Love" (1983)
- "Our Lips Are Sealed"' (1983)

### Compilações
- The Best of Fun Boy Three (1984)
- Live on the Test (1994) (gravado em 1983)
- Fun Boy Three - The Best of (1996)
- Really Saying Something: The Best of Fun Boy Three (1997)
- Fun Boy Three/The Colourfield The Singles (1994)
- The Very Best of The Specials and Fun Boy Three (2000)
- The Best of The Specials & Fun Boy Three (2006)